# Golden Raspberry Award
De Golden Raspberry Award (ook Razzie, Nederlands: Gouden Framboos) is een filmprijs. De prijs werd in 1980 door John Wilson geïntroduceerd en was een reactie op de Academy Awards. In plaats van de beste prestaties binnen de filmindustrie, worden bij de Razzies juist de slechtste uitvoeringen (acteren, schrijven, regie etc.) van een prijs voorzien.

## Achtergrond
De prijs is over het algemeen een plastic framboos die goud gespoten is. De prijs werd voor het eerst uitgereikt in 1980.
De nominaties en prijswinnaars worden vastgesteld door de leden van de Golden Raspberry Award Foundation. In het algemeen worden de nominaties voor deze prijs een dag voor de Oscarnominaties bekendgemaakt en de "prijzen" worden een dag voor de Oscars uitgereikt.
De naam van de prijs refereert aan de Engelse term "blowing a raspberry": je tong uitsteken en vervolgens blazen, waardoor afkeuring wordt weergegeven.
Het winnen van deze prijs hoeft geenszins te betekenen dat het publiek de betreffende film afwijst. Zo is de film Cocktal met Tom Cruise in de hoofdrol, ondanks twee gewonnen Raspberries en nog twee nominaties, een kassucces geworden en bij het publiek populair gebleven.

## Categorieën
De prijzen worden uitgereikt in de volgende categorieën:

### Huidige categorieën
- Slechtste film
- Slechtste regisseur
- Slechtste acteur
- Slechtste actrice
- Slechtste mannelijke bijrol
- Slechtste vrouwelijke bijrol
- Slechtste filmkoppel/Ensemble (tot 2010 enkel filmkoppel)
- Slechtste screenplay
- Slechtste prequel, sequel, remake of rip-off (sinds 1994)
- Razzie Redeemer Award (sinds 2015): genomineerden zijn acteurs of actrices die in het verleden al op de lijst van "razzies" stonden, maar het afgelopen jaar hebben bewezen dat ze wel degelijk talent hebben.[1]
- Barry L. Bumstead-award (sinds 2015) voor films die veel verlies maakte in de bioscopen.

### Voormalige categorieën
- Slechtste originele lied (1980 tot 1999, 2002)
- Slechtste nieuwe ster (1981 tot 1988, 1990 tot 1998)
- Slechtste muziek (1981 tot 1985)
- Slechtste visuele effecten (1986 en 1987)

### Speciale categorieën
In de loop der jaren zijn er geregeld speciale categorieën toegevoegd aan de uitreiking. Deze categorieën werden elk slechts een jaar gehanteerd. Voorbeelden hiervan zijn:
- Slechtste film die meer dan 100 miljoen dollar heeft opgebracht (1996)
- Meest respectloze behandeling van menselijk leven en publiek eigendom (1997)
- Meest flatulente op tieners gerichte film (2002)
- Slechtste excuus voor een film (2003)
- Vermoeiendste "Tabloid-doelwitten" (2005)
- Slechtste excuus voor familie-entertainment (2006)
- Slechtste excuus voor een horrorfilm (2007)
- Slechtste gebruik van 3D (2010)

## Andere prijzen
Er zijn door de jaren heen twee andere soorten Golden Raspberry Awards geweest:
Worst Career Achievement AwardDeze prijs werd slechts vijf keer uitgereikt; in de jaren 1981, 1983, 1985, 1987 en 2009, aan respectievelijk Ronald Reagan, Linda Blair, Irwin Allen, "Bruce de rubberen haai" uit Jaws en Uwe Boll.
Governor's AwardDit is een speciale prijs die door de gouverneur van de Razzies, John Wilson, wordt uitgereikt aan een persoon wiens werk niet valt onder de andere categorieën. De prijs werd in 2003 uitgereikt aan Travis Payne voor "Distinguished Under-Achievement in Choreography" in de film From Justin to Kelly.

## Sterren die "de eer" hebben geaccepteerd
Veel bekende acteurs, regisseurs en producenten hebben de prijs gewonnen, maar door de aard van de prijs wordt deze niet vaak door de winnaars geaccepteerd. In de geschiedenis van de prijs is dit slechts een handvol keren gebeurd.

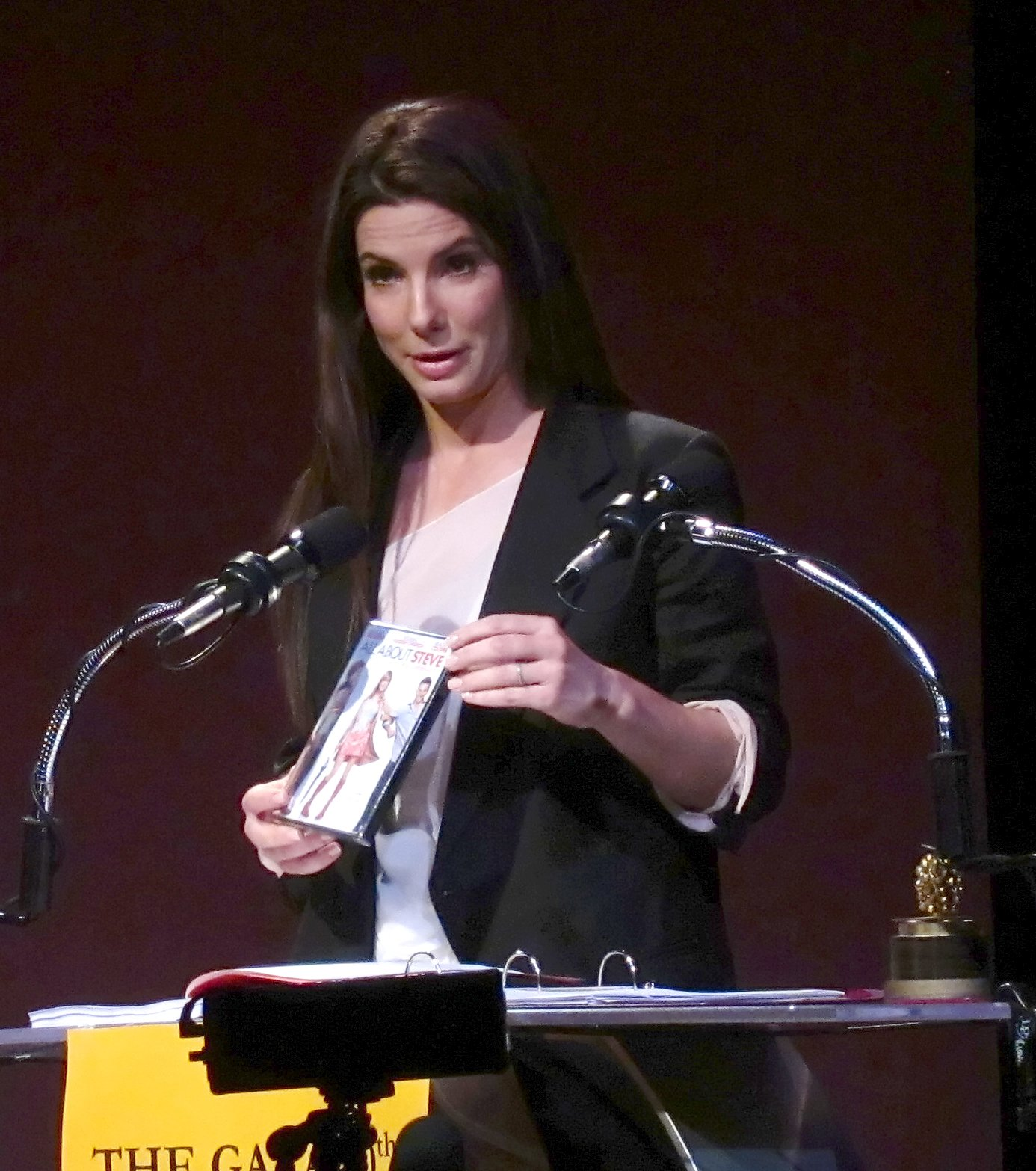
Sandra Bullock in 2010 die de prijs in ontvangst neemt.

- 1988: Bill Cosby krijgt drie Razzies voor Leonard Part 6 (Slechtste Film, Slechtste Acteur en Slechtste Screenplay). Enkele weken na de ceremonie neemt hij de prijzen alsnog in ontvangst in Fox’ Late Night Show.
- 1993: Tom Selleck accepteert de Razzie voor slechtste mannelijke bijrol in Christopher Columbus: The Discovery. Ook hij deed dit pas na de officiële uitreiking.
- 1996: Paul Verhoeven, die de Slechtste Regisseur-prijs ontvangt voor Showgirls, is de eerste die de prijs tijdens de uitreikingsceremonie zelf in ontvangst komt nemen. In zijn dankwoord verklaart hij dat hij het toekennen van de prijs "ziet als teken dat hij geaccepteerd is als onderdeel van de Amerikaanse samenleving".[2]
- 1998: Brian Helgeland wint als eerste zowel een Razzie als een Oscar in hetzelfde jaar. De Razzie was die van Slechtste Scenario voor The Postman. Hij kon niet bij de uitreiking zijn, maar accepteerde de Razzie later alsnog.
- 2000: Wild Wild West wint 5 Razzies, waarvan er 3 worden "geaccepteerd" door Robert Conrad; een acteur die in de originele televisieserie had meegespeeld en de film-remake bagger vond.
- 2001: Scenarioschrijver J. David Shapiro neemt zijn Razzie voor Battlefield Earth tijdens een radioprogramma in ontvangst.[3]
- 2002: Tom Green werd voor de film Freddy Got Fingered genomineerd in vijf categorieën. Hij moest van het podium af worden gesleept toen hij de prijzen kwam halen omdat hij maar niet wilde stoppen met het spelen op zijn mondharmonica.
- 2003: Ben Affleck vraagt zich af waarom hij zijn prijs niet heeft gekregen na te hebben gewonnen voor Slechtste Acteur in Gigli, Daredevil en Paycheck. Een week later kreeg hij de prijs alsnog.
- 2004: Halle Berry verrast iedereen door haar prijs voor Slechtste Vrouwelijke Hoofdrol in Catwoman niet alleen op te halen tijdens de ceremonie, maar er ook een hele acceptatiespeech bij te geven zoals dat normaal gesproken gebruikelijk is bij het ontvangen van een Oscar, waarbij ze haar eigen Oscar-speech van drie jaar eerder parodieert. De film was ook in drie andere categorieën genomineerd. Ook Michael Ferris, scenarioschrijver van de film, nam die avond zijn prijs in ontvangst.
- 2008: Kim Kardashian wordt genomineerd in de categorie Slechtste Vrouwelijke Bijrol voor haar rol in Disaster Movie. Op haar persoonlijke blog geeft ze aan het juist een eer te vinden om genomineerd te zijn voor de prijs.
- 2010: Sandra Bullock krijgt de Razzie Award voor Slechtste Actrice voor haar rol in All About Steve. Bullock komt zelfs met een kruiwagen vol dvd's van All About Steve om er aan iedereen een te geven om dan volgend jaar terug te keren en te vragen of haar rol echt zo slecht was. Datzelfde jaar accepteerde tevens J. David Shapiro de Razzie voor Slechtste Film van het Decennium voor Battlefield Earth.
- 2011: Op het officiële YouTube-kanaal van de Razzies is te zien hoe David Eigenberg de Razzie voor Slechtste Schermkoppel/ensemble voor Sex and the City 2 in ontvangst neemt.
- 2016: Via een videoboodschap nam Dinesh D'Souza zijn Razzies voor Slechtste Film, Regisseur en Acteur in ontvangst.
- 2018: Jamie Dornan neemt zijn Razzie voor Fifty Shades of Grey in ontvangst tijdens de talkshow van Conan O'Brien.[4]
- 2018: Dwayne Johnson liet via twitter weten dat hij graag de Razzie voor Baywatch in ontvangst wil nemen.[5]
- 2019: Alan Menken neemt de Razzie die hij won voor Newsies in ontvangst.[6]

## Records
- De film Gigli uit 2003 is de eerste film die in hetzelfde jaar prijzen won in alle vijf de hoofdcategorieën: Slechtste Film, Acteur, Actrice, Regisseur en Scenario.
- De film I Know Who Killed Me uit 2007 was tot dan de eerste met de meeste prijzen in hetzelfde jaar: acht uit negen nominaties. Bij de uitreiking in 2012 werd deze verslagen door Jack and Jill die alle 10 de prijzen won.
- De film Showgirls uit 1995 had tot en met 2011 de meeste nominaties voor de prijs gekregen in hetzelfde jaar: dertien. Hiervan won de film er zeven.
- Sylvester Stallone is de acteur die in zijn carrière de meeste Razzies heeft gewonnen. Hij is in totaal dertig keer voor de prijs genomineerd, en heeft daarvan tien keer gewonnen.
- De Amerikaanse president George W. Bush, de voormalige minister van defensie Donald Rumsfeld en de Secretary of State Condoleezza Rice zijn de enige niet-acteurs die Razzies hebben gewonnen voor hun optreden in een film. Ze kregen de prijzen voor de documentaire Fahrenheit 9/11 uit 2004. Bush won de Slechtste Acteur-prijs, en deelde de Slechtste Schermkoppel-prijs met Rice en "zijn huisdiergeit." Rumsfeld won voor Slechtste Mannelijke Bijrol.
- Acteur Ben Stiller kreeg de meeste Slechtste Acteur-nominaties in een jaar. In 2004 werd hij voor vijf films genomineerd voor de prijs: Along Came Polly, Anchorman: The Legend of Ron Burgundy, Dodgeball, Envy en Starsky & Hutch. In 2012 werd dit geëvenaard door Adam Sandler voor de film Jack and Jill.
- Acteur Eddie Murphy kreeg in 2007 de meeste nominaties voor dezelfde film: Norbit. Hij werd voor deze film driemaal genomineerd voor Slechtste Acteur/Actrice" (een voor elk personage dat hij speelde), een keer voor Slechtste Schermkoppel (wederom tussen meerdere personages vertolkt door hem) en een voor Slechtste Scenario. Hij won alle drie de Slechtste Acteur-prijzen. Daarmee werd hij de eerste persoon die de prijs won voor zowel acteur als actrice. Dit record werd in 2012 verbroken met de film Jack and Jill.
- Thumbelina, Cool World, The Pagemaster, Beavis and Butt-head Do America, De klokkenluider van de Notre Dame, Eight Crazy Nights, Star Wars: The Clone Wars en The Emoji Movie zijn de enige animatiefilms die ooit voor een Razzie zijn genomineerd (hoewel The Pagemaster en Cool World ook enkele live-action stukken hadden). Thumbelina en The Emoji Movie zijn daarvan de enige animatiefilms die daadwerkelijk een Razzie hebben gewonnen, Thumbelina te weten voor Slechtste Originele Lied en The Emoji movie voor: slechtste duo, slechtste regisseur, slechtste scenario en de slechtste film van het jaar 2017. Zowel Beavis and Butt-head Do America als Eight Crazy Nights en The Emoji Movie zijn de enige animatiefilms met meerdere nominaties voor een Razzie.
- De film Jack and Jill won in 2012 in alle 10 de categorieën waarbij Adam Sandler de prijs 5 keer rechtstreeks kreeg toegewezen: Slechtste Acteur (voor zijn rol als Jack), Slechtste Actrice (voor zijn rol als Jill), Slechtste Koppel, Slechtste Acteerploeg en Slechtste Scenario. Verder won de film nog in Slechtste Mannelijke Bijrol, Slechtste Vrouwelijke Bijrol, Slechtste Vervolg/remake, Slechtste Film en Slechtste Regisseur.